# Чемпионат мира по современному пятиборью 1957
VII Чемпионат мира по современному пятиборью среди мужчин прошел в Стокгольме  Швеция с 1 по 5 ноября 1957 года.
Предварительно чемпионат мира планировалось провести в Мексике, но национальная федерация страны от соревнований отказалась, и было решено проводить чемпионат в Швеции.
В Стокгольм прибыло 39 спортсменов из 15 стран. Золотые медали в командном первенстве разыграли 11 команд.
Среди них сильнейшие пятиборцы мира: Корхонен и Лохи  Финляндия; Бьёрн Тофельт и Нильсон  Швеция; Джек Даниэльс  США; Шмит  Дания; Германи  Бразилия. Приехали пропустившие Олимпийские игры 1956 года пятиборцы Польши, Австрии, Германии.

## СССР.
Команду Советского Союза представляли Игорь Новиков, Александр Тарасов, Николай Татаринов и запасной Борис Пахомов (чемпион СССР 1957 года).

## Распределение наград
| Место  | Страна    | Золото | Серебро | Бронза | Всего |
| ------ | --------- | ------ | ------- | ------ | ----- |
| 1      | СССР      | 2      | 1       | 1      | 4     |
| 2      | Финляндия | 0      | 1       | 0      | 1     |
| 3      | Венгрия   | 0      | 0       | 1      | 1     |
| Totale | Totale    | 2      | 2       | 2      | 6     |

## Верховая езда
1 ноября 1957 года.
Спортсменам предстояло проскакать дистанцию 5 км и преодолеть 28 различных препятствий расположенных на сильно пересеченной местности.
Советские пятиборцы выступили на среднем уровне. Татаринов 712 очков, Тарасов 832 и Новиков 668 очков. Команда закончила конный кросс на 5 месте (2 212 очков).
*Результаты. Конный кросс. Личное первенство.
| Место | Спортсмен     | Страна   | Время  | Очки |
| ----- | ------------- | -------- | ------ | ---- |
| 1.    | Б. Тофельт    | Швеция   | 7.01.3 | 996  |
| 2.    | Г. Фердинанди | Венгрия  | 7.03.8 | 988  |
| 3.    | В. Гедике     | Германия | 7.14.5 | 955  |

*Результаты. Конный кросс. Командное первенство.
| Место | Страна    |
| ----- | --------- |
| 1.    | США       |
| 2.    | Швеция    |
| 3.    | Финляндия |
| 4.    | Венгрия   |
| 5.    | СССР      |

## Фехтование
2 ноября 1957 года.
В второй день советские пятиборцы победили командой в фехтовальном турнире. Игорь Новиков стал первым, второе место занял Татаринов, Тарасов набрал всего 661 очко.
*Результаты. Фехтование. Личное первенство.
| Место | Спортсмен    | Страна         | Очки |
| ----- | ------------ | -------------- | ---- |
| 1.    | И. Новиков   | СССР           | 1140 |
| 2.    | Н. Татаринов | СССР           | 1035 |
| 3.    | Д. Коблей    | Великобритания | 930  |
| 4.    | Нильсон      | Швеция         | 895  |
| 5.    | Фачини       | Италия         | 860  |
| 6.    | Корхонен     | Финляндия      | 860  |

*Результаты. Фехтование. Командное первенство.
| Место | Страна  |
| ----- | ------- |
| 1.    | СССР    |
| 2.    | Италия  |
| 3.    | Швеция  |
| 4.    | Венгрия |

## Стрельба
3 ноября 1957 года. 
В третий день спортсмены состязались в соревнованиях по стрельбе из пистолета. Задача упражнения: поразить на расстоянии 25 метров появляющуюся на 3 сек. мишень. Каждый из участников должен сделать 20 выстрелов по 5 в 4 сериях. За результат 195 начислялось 1000 очков.
*Результаты. Стрельба. Личное первенство.
| Место | Спортсмен  | Страна       | Результат | Очки |
| ----- | ---------- | ------------ | --------- | ---- |
| 1.    | И. Новиков | СССР         | 194       | 980  |
| 2.    | В. Черный  | Чехословакия | 194       | 980  |
| 3.    | А. Тарасов | СССР         | 192       | 940  |
| 4.    | Тофельт    | Швеция       | 191       | 920  |
| 5.    | Нильсон    | Швеция       | 191       | 920  |
| 6.    | Боди       | Венгрия      | 191       | 920  |

*Результаты. Стрельба. Командное первенство.
| Место | Страна  |
| ----- | ------- |
| 1.    | СССР    |
| 2.    | Венгрия |
| 2.    | Швеция  |

## Плавание
*Результаты. Плавание. Личное первенство.
| Место | Спортсмен    | Страна    | Результат | Очки |
| ----- | ------------ | --------- | --------- | ---- |
| 1.    | И. Новиков   | СССР      | 3.59.1    | 1005 |
| 2.    | К. Такаринен | Финляндия | 3.59.2    | 1005 |
| 3.    | Б. Хермани   | Бразилия  | 3.59.8    | 1005 |

## Бег
*Результаты. Кросс. Личное первенство.
| Место | Спортсмен      | Страна         | Результат | Очки |
| ----- | -------------- | -------------- | --------- | ---- |
| 1.    | С. Пшибыльский | Польша         | 14.26.8   | 1102 |
| 2.    | А. Тарасов     | СССР           | 14.34.5   | 1078 |
| 3.    | Д. Коблей      | Великобритания | 14.44.7   | 1048 |

## Итоговые результаты
Личное первенство.
| Место | Спортсмен         | Спортивное общество | время/очки | победы/очки | результат/очки | 300 м время/очки | 4 км время/очки | Сумма |
| ----- | ----------------- | ------------------- | ---------- | ----------- | -------------- | ---------------- | --------------- | ----- |
| 1.    | Игорь Новиков     | СССР                | 8.23.6/668 | 32/1140     | 194/980        | 3.59,1/1005      | 15.08,2/976     | 4769  |
| 2.    | Александр Тарасов | СССР                | 7.42.5/832 | 19/685      | 192/940        | 4.18,8/910       | 14.34,5/1078    | 4445  |
| 3.    | Николай Татаринов | СССР                | 8.12.4/712 | 29/1035     | 190/900        | 4.18,2/920       | 16.13,8/781     | 4348  |

 Командное первенство.
| Место | Страна    | Результат |
| ----- | --------- | --------- |
| 1.    | СССР      | 13 538    |
| 2.    | Финляндия | 12 173    |
| 3.    | Венгрия   | 11 967    |